# Colhué Huapi
Colhué Huapi (španělsky Lago Colhué Huapi) je jezero v provincii Chubut v Argentině. Nachází se východně od jezera Musters. Má rozlohu 810 km². Dosahuje maximální hloubky 5,5 m. Leží v nadmořské výšce 258 m.

## Vodní režim
Jezero je napájeno řekou Senguerr, která přitéká z jezera Musters při vyšším stavu vody. Z jezera odtéká občasně řeka Chico do povodí Chubutu, většinou je však bezodtoké a voda se z něj ztrácí vypařováním.